# Bartramidula
Bartramidula là một chi rêu trong họ Bartramiaceae.